# Edna Hicks
Edna Hicks, geboren als Edna Landreaux (14 oktober 1895 - 16 augustus 1925), was een Amerikaanse blues-zangeres.
Hicks was een halfzus van jazz- en blueszangeres Lizzie Miles en zus van de trompettist Herb Morand. Haar naam Hicks had ze te danken aan haar tweede huwelijk. Eind jaren tien en in de jaren twintig was ze populair in het 'zwarte' vaudeville-circuit in het midwesten van Amerika. Ze trad vaak op in Chicago en Cincinnati en maakte in 1923 en 1924 opnames voor zeven verschillende platenlabels, waaronder Gennett Records, Vocalion en Columbia. Hierbij werd ze onder meer begeleid door het orkest van Fletcher Henderson. In 1925 liep ze ernstige brandwonden op toen ze haar broer hielp bij het vullen van de autotank, waarbij ze een brandende kaars hield. Ze overleed twee dagen later in het ziekenhuis aan haar verwondingen.

## Discografie
- Complete Recorded Works, vol. 1 & 2, Document Records, 1996